# Расследование Эдуарда Петрова
«Расследование Эдуарда Петрова» (до 2016 года — «Честный детектив») — авторско-правовая телепрограмма Эдуарда Петрова, выходящая на телеканале «Россия-24».

## О программе

### Первый формат
Программа рассказывает о самых громких уголовных преступлениях, совершённых в современной России, а также о контрафактных товарах, о коррупции чиновников и госслужащих.
Съёмки программы ведутся зачастую с участием оперативно-следственной бригады и с использованием видеоматериалов, снятых спецназом при захватах преступников, и с частичной реконструкцией событий преступления. Съёмочная группа вместе с Эдуардом Петровым проводит собственные расследования вместе с другими журналистами, берут интервью у чиновников по той или иной проблеме, получают комментарии различных экспертов и сотрудников госорганов, берут интервью у подозреваемых и осуждённых в колониях и СИЗО. По словам Петрова, ему не раз угрожали и предлагали взятки за сокрытие сюжета.
Программа выходила на протяжении 12 лет по субботам в разное время с февраля 2003 по февраль 2015 года, последние несколько лет в 11:25.

### Второй формат
С сентября 2015 по июнь 2016 года программа выходила в расширенном формате по понедельникам после полуночи с увеличенным хронометражем. Показывались не только фильм-расследование, но и репортажи других журналистов ВГТРК на злободневные темы прошедшей недели.

### Третий формат
С октября 2016 года выходит под названием «Расследование Эдуарда Петрова». Теперь, как и в первом формате, демонстрируется только фильм-расследование. Хронометраж чуть больше, чем у первого формата, — 40-50 минут.
C 3 января 2017 года программа выходит на канале «Россия-24».

## Награды
- ТЭФИ-2014 — финалист в номинации «Человек и право»[7]
- ТЭФИ-2015 — финалист в номинации «Человек и право»[8]
- ТЭФИ-2025 — победитель в номинации «Журналистское расследование»